# Hamina
Hamina (Zweeds: Fredrikshamn) is een gemeente en stad in de Finse provincie Zuid-Finland en in de Finse regio Kymenlaakso. De gemeente heeft een landoppervlakte van 609,94 km² en telt 19.549 inwoners (2022).

Hamina is een historisch Fins vestingstadje aan de Finse Golf. Hamina heeft een soort stervorm.

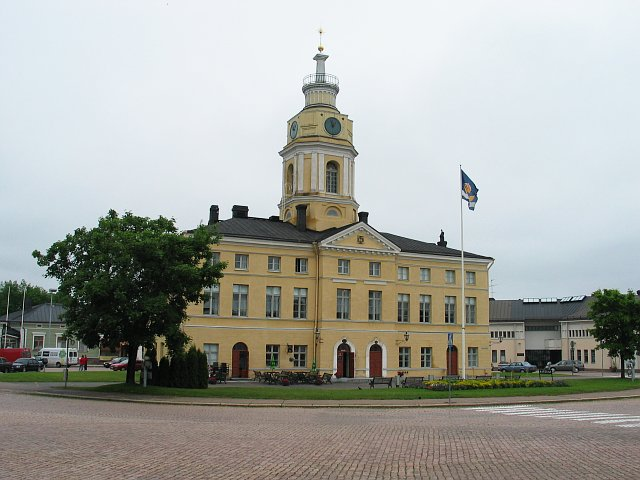
Stadhuis van Hamina

Hamina · Iitti · Kotka · Kouvola · Miehikkälä · Pyhtää · Virolahti
Voormalige gemeenten:
Anjala · Anjalankoski · Elimäki· Haapasari · Jaala · Karhula · Kuusankoski · Kymi · Sippola · Suursaari · Tytärsaari · Valkeala · Vehkalahti